# Бендери
Бенде́ри (рум. Bender), офіційна назва Тягиня (рум. Tighina) — місто в Молдові, порт на річці Дністер, залізничний вузол. Фактично контролюється невизнаною державою Придністровська Молдавська Республіка. Населення — 87 197 мешканців (2023).

## Назва
До 1538 року, а також у 1918—1940 і у 1941—1945 роках місто мало назву Тягиня (рум. Tighina), яка з 1992 року є офіційною назвою міста з точки зору уряду Молдови. За свідченнями деяких дослідників, назва Тягиня має відношення до українського слова «тягнути», і пов'язана з перебуванням на Дністрі слов'янського племені тиверців, що мали на цьому місці переправу через річку.
- Тягиня (рум. Tighina) — назва, що використовувалася до 1538 року (приміром, князівством Молдова та Молдовською Народньою Республікою), а також у 1918—1940 роках, коли Молдова була у складі Румунії. За часів Світової війни, у 1941—1945 роках, тимчасово мала таку назву під окупацією Румунією. З 1992 року є офіційною назвою міста.
- Бенде́ри (рум. Bender) — назва, що використовувалася за часів радянської влади, а після Придністровської війни також використовується окупаційною адміністрацією невизнаного Придністров'я.
- Тягнякяча (ст.-укр. Тягнякячя) — історична назва міста в XV ст. Згадується у статутній грамоті молдавського воєводи Олександра від 8 жовтня 1407 року, якою він надавав львівським і подільським купцям право вільно торгувати у Молдавії[6].

## Історія

### Стародавня історія міста
Історія міста Бендери своїм корінням сягає глибокої старовини. Перші відомості про поселення, що перебувало на місці Бендер, відносять до III століття до н. е.. Територія краю, починаючи з кам'яної доби, перебувала в епіцентрі історичних подій, що відбувалися в Східній Європі. Кілька сотень тисяч років тому тут з'явилися первісні люди, що займалися полюванням і збиранням. Їм на зміну прийшли квітучі цивілізації мідно-кам'яної доби. Археологічні дослідження дозволяють стверджувати, що першими поселенцями на території міста були гетські племена, сліди яких виявлені в районі Бендерської фортеці й прилягаючих до міста селах Кіцкани та Варниця. Гето-дакійські племена займалися землеробством, скотарством, торгівлею із грецьким і римським світом.
В III—IV століттях у Дністровсько-Прутському межиріччі проживали племена, що створили Черняхівську культуру — фракійці, пізніше скіфи, венеди, бастарни, сармати й ін. Сліди цієї культури також виявлені на території міста й навколишніх сіл. Черняхівська культура сформувалася під впливом пізньоримської античної культури.
Наприкінці V — початку VI століть на ці землі проникають слов'янські племена й створюють свою культуру. У наступні сторіччя через Дністровсько-Прутські землі пройшли кочові племена половців, печенігів, торків. У середині XIII століття в край вторглись монголо-татари, які панували тут до 1345 року. У першій половині XIV століття Угорщина, що досягла великої могутності, змусила монголо-татар покинути межі цього регіону. В 1359 році в результаті повстання місцевого населення проти угорського панування виникає самостійне Молдовське князівство на чолі з Богданом Вода — колишнім волоським воєводою в Марамуреші й васалом угорського короля.

### Під владою Молдавського князівства
До початку XV століття всі землі від карпатських гір до Чорного моря ввійшли до складу Молдавського князівства, східною границею якого була ріка Дністер. Бендери були прикордонною митницею. У грамоті молдовського господаря Олександра Доброго від 8 жовтня 1408 року, виданій львівським купцям на право торгівлі в містах, розташованих по Дністрові, уперше згадується за назвою Тягянякячя. Із другої половини XV століття місто відоме за назвою Тігіна.
Найбільшого розквіту Молдавська держава досягла в період правління Стефана III Великого, коли встановлюються дипломатичні, економічні й культурні зв'язки із сусідніми державами.

### Під владою султанської Османської імперії

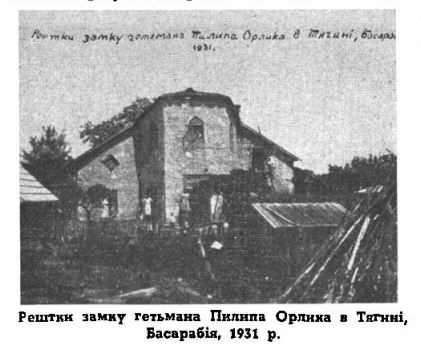
Рештки замку гетьмана Пилипа Орлика в Тягині, Басарабія. 1931 рік. Тягиня стара назва міста Бендери.

На рубежі XIV—XV століть посилюється могутність султанської Османської імперії. Із цього часу починається неухильний процес підкорення Молдовського князівства Османською імперією. В 1538 році після ряду жорстоких боїв у Буджацьких степах османи захопили Тігіну. Місто й 18 прилеглих сіл були перетворені в османську райю. Вигідне стратегічне положення на високому березі Дністра зробило місто одним з опорних пунктів боротьби османів проти Речі Посполитої. На місці колишньої митниці в переправі починається будівництво фортеці за планом знаменитого османського зодчого Сінана. Місто й фортеця були перейменовані в Бендери (запозичено з перської — гавань, пристань, портове місто).
Фортеця була побудована за зразком західноєвропейських бастіонного типу. Вона була обнесена високим земляним валом і глибоким ровом, що ніколи не заповнювався водою, і складалася із трьох частин: цитаделі, верхньої й нижньої частини. З південно-західної сторони фортеці розташовувався посад.
До середини XVI століття Молдовське князівство було остаточно поневолено Османською імперією, однак молдовський народ вів невпинну боротьбу проти своїх поневолювачів. Узимку 1540 року молдовани під проводом господаря Олександра III Корні взяли в облогу Бендерську фортецю, але оволодіти нею не змогли. В 1574 році господар Іван Лютий разом з козаками гетьмана Свирговського узяли фортецю в облогу, посад був узятий, але міцні стіни встояли. Через 20 років запорізькі козаки на чолі з гетьманами Лободою і Северином Наливайком намагалися захопити фортецю, посад був спалений ущент, але фортецею оволодіти не вдалося.
У 1709 р. у Бендерах отримали притулок шведський король Карл XII, гетьман України Іван Мазепа та козацька старшина, що зазнали поразки у Полтавській битві.
У 1711 р. з Бендер почався похід гетьмана Пилипа Орлика на правобережну Україну.
Під час російсько-турецьких воєн XVIII—XIX століть Бендерська фортеця тричі підкорялася російським військам. 15 вересня 1770 року після двомісячної облоги фортецю штурмувала російська армія під командуванням генерал-аншефа Паніна. В облозі брав участь полк донських козаків, у рядах якого боровся майбутній проводир селянського повстання Омелян Пугачов. Фортеця була взята після важкого кровопролитного рукопашного бою. Узяття фортеці обійшлося дорогою ціною: за час облоги й у ході штурму вбитими й пораненими росіяни втратили понад шість тисяч людей, османи — понад п'ять тисяч. «Чим стільки втратити й так мало одержати, краще було й зовсім не брати Бендер», — так відреагувала на цю подію російська імператриця Катерина II. Російсько-турецька війна 1768—1774 років закінчилася підписанням Кючук-Кайнарджійського миру, за умовами якого Бендерська фортеця, як і вся Молдова знову відійшли до Османської імперії.
4 листопада 1789 року після перемоги російських військ під командуванням Олександра Суворова фортеця вдруге капітулювала. Цього разу ще до початку облоги. Фортеця здалася без опору російським військам під командуванням князя Григорія Потьомкіна-Таврійського. Ця перемога багато в чому була визначена вмілими діями командувачів кіннотою генералів Хоймського та Кутузова, які розбили на підступах до Бендер тритисячне військо буджацьких татар. Османи піднесли ключі від фортеці Потьомкіну, намет якого перебував на Борисовському пагорбі західніше укріплень.
В 1791 році за Ясським мирним договором лівобережні райони Наддністрянщини відійшли до Росії. Правобережна територія Молдавії разом з Бендерською фортецею знову залишилася за Османською імперією. Російська імперія отримала вихід до Чорного моря по річці Дністер.
Фактичне приєднання Бендер до Російської імперії відбулося у листопаді 1806 року під час російсько-турецької війни 1806—1812 років, коли фортеця без істотного опору здалася російським військам під командуванням генерала Меєндорфа.
Відповідно до Бухарестського мирного договору, підписаного Кутузовим 16 травня 1812 року, територія Пруто-Дністровського межиріччя відійшла до Росії. Пізніше ці землі одержали назву Бессарабія.

### У складі Російської імперії

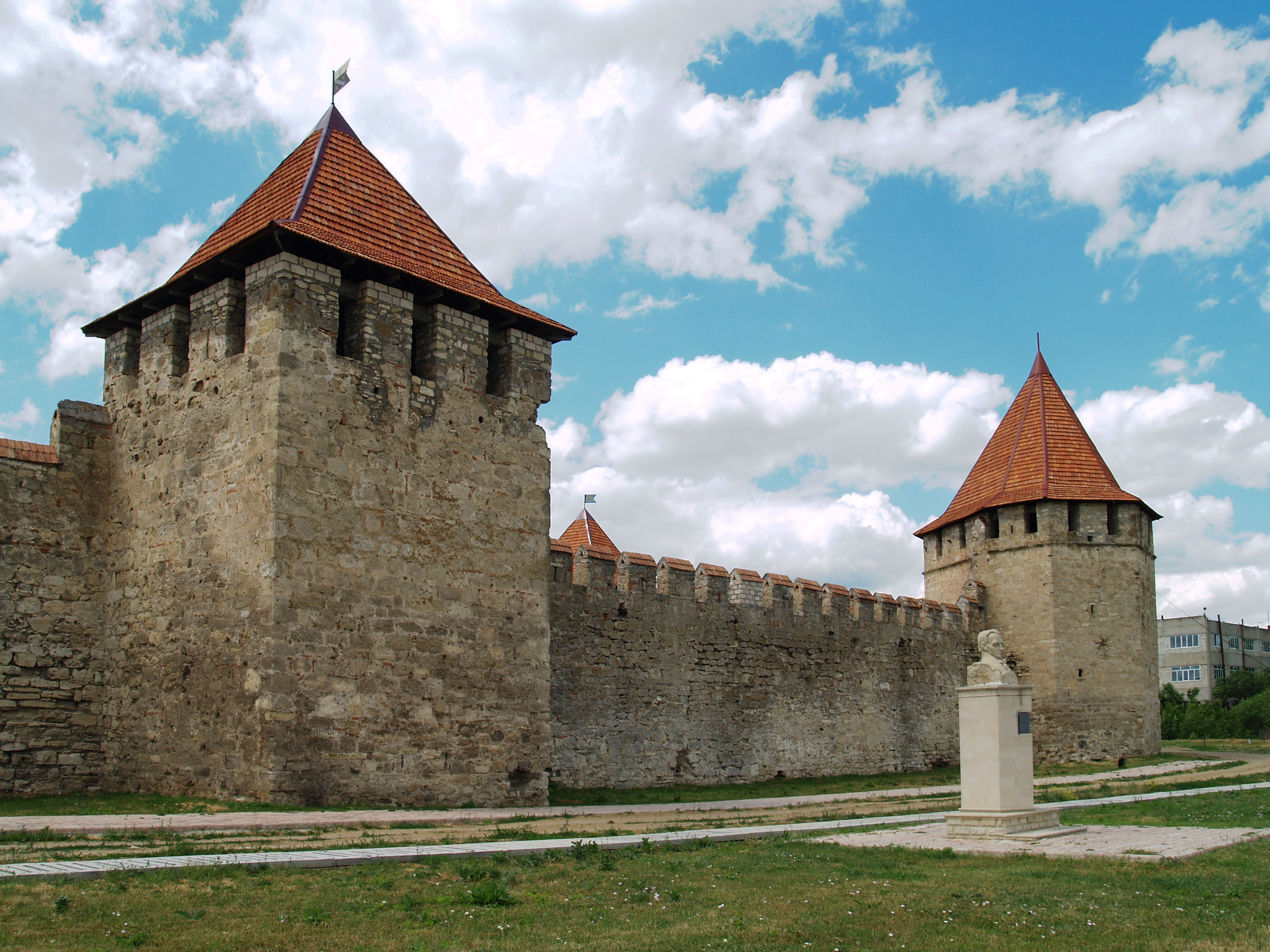
Пам'ятник Івану Котляревському, що брав участь в окупації Бендер російською армією в 1806 р., перед мурами Бендерської фортеці.

З утворенням Бессарабської губернії Бендери указом від 29 квітня 1818 року оголошується повітовим містом. Місто забудовується за певним планом: на відстані 500 м південніше Бендерської фортеці заставляються вісім широких вулиць уздовж Дністра, вісім перпендикулярно. Заселення міста відбувалося спочатку за рахунок гарнізону, військових чиновників і писарів, а потім за рахунок старообрядців і кріпаків-утікачів. У 1818 році в Бендерах проживало 5,1 тисячі осіб.
На місці руїн османських казарм в 1815 році почалося будівництво Преображенського собору, що був задуманий як символ звільнення краю від османського ярма. Головний купол собору виконано у вигляді шолома давньоруського воїна. План собору був підготовлений членом Кишинівської духовної дикастерії архімандритом Іоанікеєм. 29 вересня 1827 року високопреосвященний Дмитро освятив собор, але роботи ще тривали. До 1934 року собор не був розписаний. Настінні розписи в соборі були здійснені молдовським скульптором і живописцем А.Племедяле.
«Герб міста Бендери, Бесарабської губернії, повітовий 2 квітня 1826 р. Щит розділений на два поля; у верхньому, золотом, двоглавий орел, прикрашений золотою короною, що тримає в обох лабетах блискавки, яких полум'я звернене в низ, із щитом на груди, на якому в червоному полі зображені Св. Великомученик і Переможець Георгій, що сидить на білому коні й вражає списом змія; у нижнім, чорному полі, зображено лежачого лева, на згадку положення в цьому цинуті, шведського короля Карла XII, після Полтавської битви.»
Економічному розвитку міста сприяло будівництво в 1871 році залізниці Тирасполь-Кишинів з мостом через Дністер. На будівництві цієї дороги було зайнято 1500 робітників, з них 400 у районі Бендер. Умови праці були вкрай важкими, і доведені до розпачу робітники бендерської ділянки, організували економічний, а потім і політичний страйк, із приводу якого Новоросійський і Бессарабський генерал-губернатор у своєму повідомленні на ім'я прокурора Одеської судової палати відзначав: страйк робітників у Бендерах — «явище зовсім нове, що дотепер не проявлялося в серці нашого робочого руху».
Початок XX століття ознаменувалося вибухом революційної боротьби в краї. Революції 1905 і 1917 років знайшли відбиття в історичній долі Бендер. Під їхнім впливом у березні 1917 року в Бендерах була утворена перша у Молдові Рада робочих і солдатських депутатів.

### У складі Румунії
Наприкінці 1917 — початку 1918 років починається військова інтервенція з боку Румунії. Протягом двох тижнів тривала оборона Бендер, але, попри опір, 7 лютого 1918 року місто було приєднано до румунської держави.
27 травня 1919 року російські більшовики організували збройне повстання в Бендерах з метою захоплення Бессарабії та встановлення радянської влади. Повстання розпочалося рано вранці за підтримки загону Червоної армії, який переправився до міста через Дністер. Повсталі захопили контроль над містом, але до вечора того ж дня були розгромлені румунськими військами при підтримці військ Антанти.
Двадцять два роки Бессарабія входила до складу Румунії.

### Під час Другої світової війни
2 серпня 1940 року було утворено Молдавську РСР. У Бендерах стала до ладу електростанція, що діє й донині, побудований ряд промислових підприємств, розширилася мережа медичних і лікувальних установ, шкіл і дитячих садів. Але через рік місто настигла Друга Світова війна. За роки війни місто було зруйновано майже дощенту. У Бендерах не вціліло жодне з тих промислових підприємств, які діяли до війни. Були зруйновані й розграбовані консервний, спиртогорілчаний, пивоварний заводи, млини, олійниці, електростанція й водопровід. Були знищені соціально-культурні установи: школи, бібліотеки, кінотеатри, дитячі сади, лікарні, аптеки, пекарні, майстерні. Вулиці міста заросли бур'яном. Житловий фонд був знищений на 80 %.
Практично з нуля почалося відновлення Бендер, і, завдяки трудовому героїзму бендерчан, за короткий строк були відновлені життєво важливі об'єкти міста. А в 1950-і роки було почате будівництво найбільших підприємств легкої, харчової, електротехнічної промисловості, які сьогодні є основою економіки міста.
Не багато будинків, що колись прикрашали місто, пережили катаклізми XX століття. В одному з таких будинків у центральній частині міста народився в 1876 році вчений зі світовим ім'ям академік Лев Семенович Берг, президент географічного товариства СРСР, автор 800 фундаментальних праць з іхтіології, кліматології, біології, озерознавству, історії й географії. Недалеко від будиночка Берга по вулиці Радянській перебуває прекрасний маєток XIX століття, у якому сьогодні розташовується міський історико-краєзнавчий музей. Будинок був побудований комерсантом Фіштенбергом. Про завершення будівельних робіт красномовно свідчить дата, зафіксована на переплетіннях ажурних воріт: «1890».

### Теперішній час
Наприкінці червня 1992 року в місті розпочалися бої між армією Молдови та придністровською гвардією, що були припинені 7 липня того ж року. Внаслідок боїв загинуло близько 400 людей. Після цього в Бендери увійшли російські окупаційні сили.
Більшість табличок на офіційних установах міста (як і у всій ПМР) виконано на трьох офіційних мовах. Тим не менш майже всі написи українською мовою на них виконані з величезною кількістю орфографічних помилок (у них навіть використано літери, що не є властивими українській мові — «э», «ы» тощо)[джерело?].

## Бендери в українській культурі
Бендери згадують кілька разів в українській народній творчості. У деяких із варіантів думи про Івася Коновченка корсунський полковник Филон запрошує козаків:
|  | Ідіть ви зі мною, корсунським полковником, В охотне військо гуляти, Під город Тягиню, на Черкень-долину, За віру християнську одностайне стати, Лицарської слави заживати! |

В іншій пісні, кінця XVIII ст., що приписується Антонові Головатому, згадується про початкове розташування Чорноморського козацького війська на лівому березі Дністра, навпроти Бендер, звідки козаків царський уряд змусив переселятися на Тамань:
|  | Ой Боже мій, Боже, Боже милостивий! Які ж ми вродились в світі нещасливі! Служили ми вірно на полі й на морі, А тепер зостаємося і босі і голі! Думали ми землю собі заслужити, Щоб у вільності віку нам дожити. Дали були землю од Дністра до Бугу Границею по Бендерську дорогу, - Дністровський і Дніпровський обидва лимани: От-тут би нам, братці, наживати жупани. Дали були землю, та вп'ять віднімають, А нам тую якусь Тамань вручають! |

## Населення
Національний склад населення за переписом 2004 року:
|                        | населення | молдовани | росіяни | українці | болгари | інші  | не вказано |
| ---------------------- | --------- | --------- | ------- | -------- | ------- | ----- | ---------- |
| Бендери                | 97027     | 25,1 %    | 43,2 %  | 17,9 %   | 3,1 %   | 3,8 % | 6,9 %      |
| Гиска                  | 4841      | 16,9 %    | 61,1 %  | 14,9 %   | 3,5 %   | 3,7 % |            |
| Протягайлівка          | 3142      | 24,1 %    | 47,2 %  | 20,9 %   | 5,2 %   | 2,6 % |            |
| Бендерська міська рада | 105010    | 24,7 %    | 44,2 %  | 17,8 %   | 3,2 %   | 3,8 % | 6,4 %      |

## Промисловість

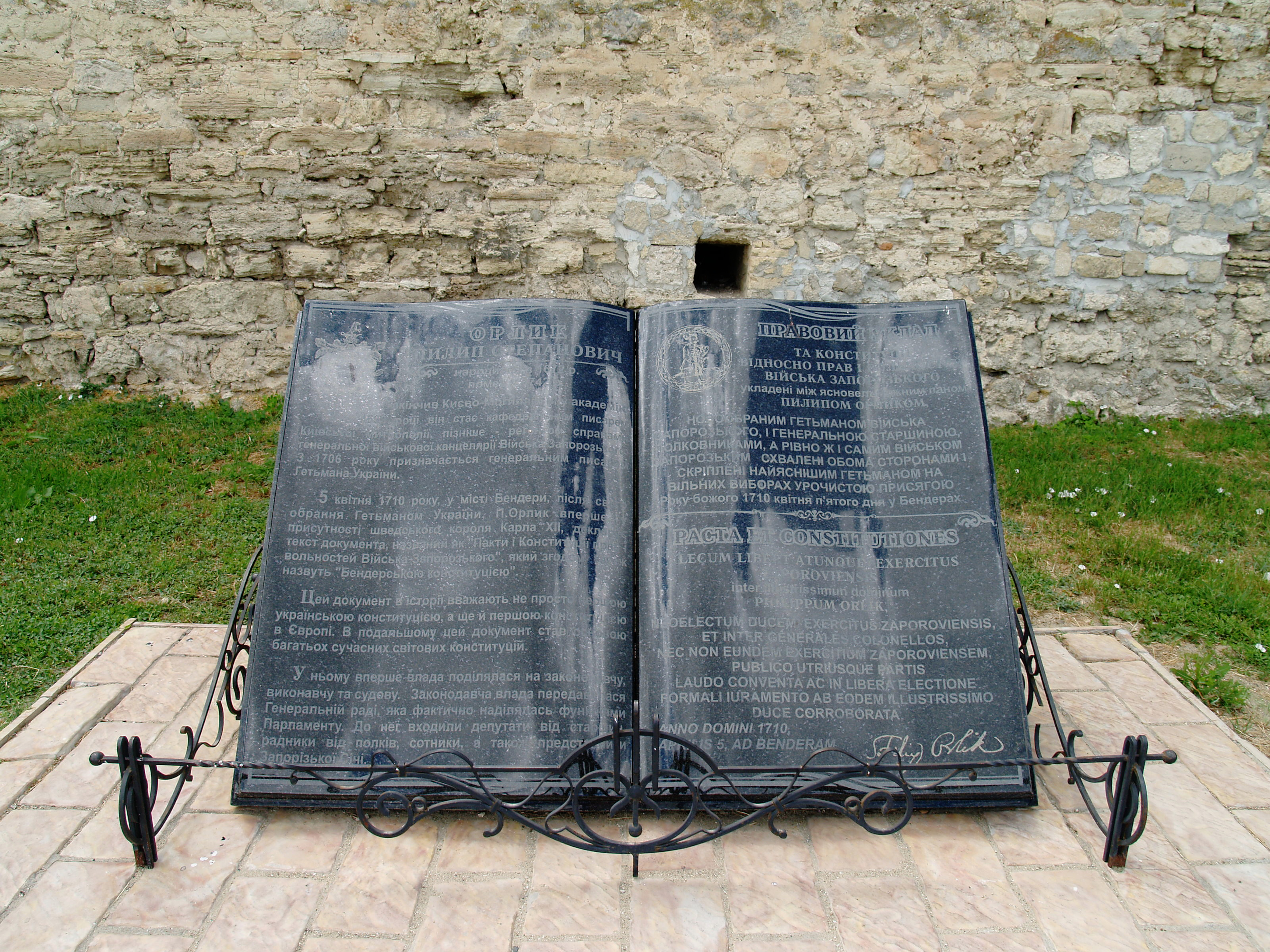
Пам'ятний знак на честь Конституції Пилипа Орлика.

Найбільш розвинуті галузі промисловості: легка, харчова, металообробна.
Фабрики:
- текстильно-ткацька
- шовкомотальна
- швейні
- взуттєва

Комбінати:
- шовковий
- м'ясо- і птахокомбінати

Заводи:
- механічний
- крохмало-патоковий
- консервний
- пивоварний
- лісотарний
- хлібозавод
- маслозаводи
- млини

## Культура
Навчальні та культурні заклади:
- фінансово-кредитний технікум
- технікум механізації сільського господарства
- медичне училище
- музична школа
- музей

## Пам'ятки
У місті збереглася фортеця 16 століття, собор початку 19 століття.
9 квітня 2010 року в місті було відкрито пам'ятник Конституції Пилипа Орлика, встановлений на честь її 300-річчя. Пам'ятний знак споруджено у вигляді книги, на якій викарбувано інформацію про історію написання Конституції та її повну назву українською і латинською мовами..
Крім того, на початку 1990-х років в місті була встановлена пам'ятна дошка, а 2010-го року пам'ятник Іванові Котляревському, що брав участь у збройній боротьбі у цьому місті.
За часів президентства Віктора Ющенка було видано офіційний наказ тодішнього голови ПМП Смірнова про встановлення біля Бендерської фортеці пам'ятника гетьману України Івану Мазепі; тоді було навіть встановлено дошку на місці його майбутнього розташування. Тим не менш, далі цього справа не пішла; наразі над згаданою дошкою збудована будка, що унеможливлює доступ до неї містян.
Потребує реставраційних робіт та упорядкування прилеглої території меморіальний знак на честь загиблих козаків гетьманів Івана Мазепи та Пилипа Орлика, виготовлений і встановлений у 2008 році за ініціативою Спілки українців Придністров'я ім. О.Бута на військово-історичному Меморіальному кладовищі в місті Бендери.

## Відомі люди
- Порошенко Олексій Іванович — Герой України, жив і працював у Бендерах.
- Порошенко Петро Олексійович — 5-й Президент України, навчався в Бендерській середній школі.

Народились
- Берг Лев Семенович (1876—1950) — радянський географ та біолог.
- Величко Юрій Олексійович (1917—1986) — український актор, режисер, Народний артист УРСР (1964).
- Гузун Микола Іванович (1926) — радянський вчений в області генетики і селекції винограду.
- Зрубавел Гілад (1912—1988) — радянський географ та біолог.
- Шкурупій Ґео Данилович (1903—1937) — український письменник, представник напряму панфутуризму.
- Еміль Константінеску — 3-й президент Румунії.
- Зіна Рабінович (1895—1965) — єврейська письменниця і поетеса.
- Стратен Володимир Васильович (1890—1932) — радянський історик.
- Кишинівський Марк Хаїмович (1917—1993) — радянський хімік.